# Słupia (gromada w powiecie jędrzejowskim)
Słupia – dawna gromada, czyli najmniejsza jednostka podziału terytorialnego Polskiej Rzeczypospolitej Ludowej w latach 1954–1972.
Gromady, z gromadzkimi radami narodowymi (GRN) jako organami władzy najniższego stopnia na wsi, funkcjonowały od reformy reorganizującej administrację wiejską przeprowadzonej jesienią 1954 do momentu ich zniesienia z dniem 1 stycznia 1973, tym samym wypierając organizację gminną w latach 1954–1972.
Gromadę Słupia z siedzibą GRN w Słupi utworzono – jako jedną z 8759 gromad na obszarze Polski – w powiecie jędrzejowskim w woj. kieleckim, na mocy uchwały nr 13b/54 WRN w Kielcach z dnia 29 września 1954. W skład jednostki weszły obszary dotychczasowych gromad Słupia, Rawka, Wywła, Nowa Wieś i Wielkopole ze zniesionej gminy Słupia w tymże powiecie. Dla gromady ustalono 24 członków gromadzkiej rady narodowej.
31 grudnia 1959 do gromady Słupia przyłączono obszar zniesionej gromady Raszków.
31 grudnia 1961 do gromady Słupia przyłączono wieś Rożnica oraz kolonie Wzroek, Sędziszów, Piaski, Zakarczmie, Rożnica Szkoła, Rożnica Sierociniec, Słupia, Podrębie i Podlesie ze zniesionej gromady Rożnica.
Gromada przetrwała do końca 1972 roku, czyli do kolejnej reformy gminnej. 1 stycznia 1973 reaktywowano gminę Słupia.